# The Waning Sex
The Waning Sex é um filme mudo de comédia romântica norte-americano de 1926 dirigido por Robert Z. Leonard e estrelado por Norma Shearer e Conrad Nagel. O filme foi baseado na peça homônima de 1923, escrito por Fanny e Frederic Hatton.

## Elenco
- Norma Shearer - Nina Duane
- Conrad Nagel - Philip Barry
- George K. Arthur - Hamilton Day
- Mary McAllister - Mary Booth
- Charles McHugh - J.J. Flannigan
- Tiny Ward - J.J. Murphy
- Martha Mattox - Ellen B. Armstrong